# Taking Dawn
Taking Dawn (actualmente Devils Run) es una banda de heavy metal formada en Las Vegas, Nevada, Estados Unidos. La banda originalmente se llamó 7th Son, en tributo al álbum de Iron Maiden, Seventh Son of a Seventh Son antes de tomar el nombre Taking Dawn. Han girado con reconocidas agrupaciones como Airbourne, Kiss, Slash, Trivium, All That Remains, Halestorm, DragonForce y Theory of a Deadman, entre otros.

## Músicos

### Actuales
- Chris Babbitt – voz, guitarra (2007–presente)[4]
- Andrew Cushing – bajo (2007–presente)
- Steven Anderson - guitarra

### Anteriores
- Alan Doucette – batería (2007–2010)
- Carlo Mazzone - batería (2010-2011)
- Tim D'Onofrio – batería (2012–2012)
- Mikey Cross – guitarra (2007–2013)

## Discografía
- Time to Burn[5] (2010)
- Taking Dawn (2009)
- God of War: Blood & Metal - "This is Madness" [6] (2010)

## Vídeos musicales
- Time to Burn (2009)
- The Chain (2010)